# Peter Raymond
Peter Raymond, né le 21 janvier 1947 à Princeton (New Jersey), est un rameur d'aviron américain. 

## Carrière
Peter Raymond participe aux Jeux olympiques de 1972 à Munich et remporte la médaille d'argent avec le huit américain composé de Franklin Hobbs, Lawrence Terry, Timothy Mickelson, Eugene Clapp, William Hobbs, Cleve Livingston, Michael Livingston et Paul Hoffman.